# Днепропетровская улица (Москва)
Днепропетро́вская у́лица (название утверждено в 1968 году) — улица в Южном административном округе города Москвы на территории районов Чертаново Северное и Чертаново Центральное. Начинается от Кировоградской улицы, пересекает Чертановскую улицу, делает полукруг и возвращается к Чертановской улице. Нумерация домов начинается от Кировоградской улицы.
Параллельно Днепропетровской (севернее) проходит Сумская улица, отделённая от Днепропетровской улицы сквером.

## Происхождение названия
Названа по городу Днепропетровску (с 2016 г. Днепр) —  административному центру Днепропетровской области Украины, в связи с расположением на юге Москвы среди улиц, носящих названия по географическим объектам Украины. В 1965 году названия, связанные с Крымом и югом Украины, получил «куст» улиц в Зюзине (севернее Балаклавского проспекта), и улицы в Чертанове в 1968 году получили названия по областным центрам (Сумы, Днепропетровск, Кировоград), не использованным ранее.

## Здания и сооружения
По нечётной стороне:
По чётной стороне:
- Дом 16 — храм Троицы Живоначальной в Чертанове.

## Транспорт
- Станции метро:
  - «Южная» — в начале улицы.
  - «Пражская» — в 800 метрах от конца улицы.
- Автобусы м97, 922, 938, с960 (от Чертановской улицы до метро «Южная», в обратную сторону следуют по Сумской улице), с977; с929 (от Чертановской улицы по восточной части улицы). Также на пересечении Днепропетровской и Чертановской улиц останавливается ночной маршрут н8.
- Трамваи 1, 16 — на пересечении Днепропетровской и Чертановской улиц.